# Kerstessay
Het kerstessay van de Belgische krant De Standaard is een weloverwogen beschouwing die in meerdere delen verschijnt op de opiniepagina's tussen Kerstmis en Nieuwjaar. Sinds 2000 neemt een gezaghebbende pen via dit forum een maatschappelijk relevant thema onder de loep.
- 2000: Manu Claeys - Het Vlaams Blok in elk van ons
- 2001: Stefaan Walgrave & Peter Van Aelst - De usual suspects: de media beschuldigd
- 2002: Paul Scheffer - Het land van aankomst
- 2003: Rik Torfs - Voor het zinken de kerk uit?
- 2004: Tom Naegels - De waardestaat
- 2005: Luc Huyse - Tegen het vergeten
- 2006: Patrick Stouthuysen - Ik denk dus ik zeg
- 2007: Rik Coolsaet - De wereld van morgen
- 2008: Paul Goossens - De wankele zuilen van Europa
- 2009: Geert Buelens - Tot de vierde macht
- 2010: Bas Heijne - Moeten wij van elkaar houden?
- 2011: Marc Reugebrink - De afgeschafte mens
- 2012: Erwin Mortier - Vlaamse vergezichten
- 2013: Tom Lanoye - Klaagzang om Jonathan Jacob
- 2014: Louise O. Fresco - De hunkering van ons allemaal
- 2015: Mireille Hildebrandt - De omgekeerde schepping
- 2016: Karel Verhoeven - Ken uzelf en u kent een populist
- 2017: Paul Goossens - Het jaar dat u niet wil sterven [1]
- 2018: Lieve Joris - Bestemming Ithaka
- 2019: Dalilla Hermans - Oogkleppen af. Wat ik na vijf jaar inzag over antiracisme [2]
- 2020: Michael Van Peel - Tussen apenkoppen en krokodillen
- 2021: Tinneke Beeckman - Tijd voor een kind
- 2022: Damiaan Denys - Het vrije, zieke Westen
- 2023: Charlotte Van den Broeck - Hoe verhalen de Tasmaanse tijger doodden
- 2024: Arnon Grunberg - Over tartaar, sterfelijke goden en slaapwandelaars